# Аранђел Станојевић-Трнски
Аранђел Станојевић-Трнски (Клисура, 15. септембар 1830 — Пирот, 25. новембар 1886) је био народни старешина и војвода трнски и знепољски.

## Биографија
Рођен је на једном пропланку, 15. септембра 1830. године у селу Клисура, недалеко од града Трна, на простору између Знепоља и Власине, од оца Станоја Апостоловића и мајке Станике. Место се налази над самом клисуром, између реке Јерме. Дом у коме је живела породица је био и дом њихових предака: Николе, Стевана, Гиге, Хајдук Апостола Стевановића, учесника Првог српског устанка и побратима Хајдук Вељка Петровића и оца Станоја. Породица се бавила марвеном трговином, а неки чланови су били и народни представници знепољског краја.
Имао је три брата, Николу, Златка и Милана као и две сестре, Велику и Драгуну.
Школовао се у Цариграду и владао је перфектно турским, грчким и француским језиком.
Уживао је велики углед и код турских власти, као коџобаша, трговац и један од најбогатијих људи на простору од Ниша до Софије и од Пирота до Ћустендила.
Касније је са својом браћом, Николом и Миланом, отишао у Трн да би били што ближе центру где су се водили народни послови. Тамо се са својом браћом и другим родољубима посветио борби за ослобођење од Турака и припајање Трна са Знепољем Србији. Постао је народни вођа, љубимац, војвода, херој и народни старешина Трна са Знепољем.
Мада уважен и од турских власти, Турци су стално сумњали у његову лојалност, а посебно Бели Мемед, полицијски инспектор, Нишког санџака, за нишку, лесковачку, пиротску и трнску казу, велики противник Србије и национално-политичких тежњи Срба у Турској. Према сведочанству, турске власти су га више пута затварале, 1862. године био је у групи од 12 виђенијих људи из краја, које је Бели Мемед ухапсио и одвео у Ниш под оптужбом за велеиздају, због сарадње са српском владом у настојањима да свој крај споје са Србијом. Успео је да се спасе, отишао је у Цариград и уз помоћ патријарха Јоакима ослободио и остале ухапшене. За време устанка у Херцеговини, софијски валија Махазар-паша и нишки мутесариф Риза-паша су га поново затворили, настојећи да утврде његову сарадњу са српском владом.
Од 1874. године Аранђел се прикључио Комитету српске заграничне национално-ослободилачке тајне организације, чије је седиште налазило у Нишу. Вршио је припреме народа свог краја за дизање великог устанка пред улазак Србије у рат са Турском. Српско-турски рат га је затекао у 47. години живота. По његовој директиви, више стотина Знепољаца је пред почетак Другог српско-турског рата прешло у Србију, који су окупљени у чети Симе Соколова, прешли у српску војску, и са њом су учестовали у ослобађању Пирота, а затим под Аранђеловим вођством у истеривању Турака из знепољских села, деловали су у позадини турске војске и држали тариторију на Власини и према Ћустендилу, до уласка српске војске.  Аранђел је тада тражио од српске војске да достави наоружање за добровољце-устанике из трнске, брезничке и делимично ћустендилске, радомирске и дупничке казе.
Активно је учествовао у изградњи српске цивилне управе у ослобођеном Знепољу, где је најпре постављен за председника суда, а затим и за начелника трнске среске управе. Након што је донесен Закон о привремено управном подељењу ослобођених предела 14. маја 1878. године, Трн је постао седиште Трнског среза, у новооформљеном Пиротском округу. За начелника округа је постављен Панта Срећковић, а Аранђел за начелника Трнског среза. Ову дужност је обављао до маја 1879. године.
За заслуге стечене у рату кнез Милан Обреновић га је примио у Нишу, а затим је одликован Таковским крстом, док је његов први помоћник у народном ослобођењу (касније и кум) Сима Соколовић добио Златну медаљу за храброст и почасни чин поручника српске војске.
Одлучно се борио против бугарске пропаганде комитета из Софије и неуморно је радио на дефинитивном прикључењу Кнежевини Србији, док је комитет инсистирао на успостављању граница Бугарске према Санстефанском уговору.
Због Станојевићевог ауторитета у локалном становништву, Бугарима је било јасно да се присједињавање Трнске казе и Знепоља неће моћи успешно извршити без придобијања Станојевића за своју националну ствар. У више наврата су покушали да се нагоде с њим. Нудили су му положај посланика у скупштини која је требало да се оформи, као прва бугарска власт, након одласка Руса, али му је и прећено суђењем на „народном суду”, који би га осудио на смртну казну, уколико не пређе на бугарску страну, на шта он није пристао. Остао је веран свом завичају и српском националном осећању.
Априла 1878. као представник Трнског среза се налазио у делегацији која је путовала у Петроград, с намером да руском цару преда захтев да се становништву пиротске, трнске, врањанске и околних области призна статус Старо Срба и та територија припоји Србији.
После Берлинског конгреса 1878. године, одлуке Великих сила да Трн са Знепољем припадне Бугарској, те проласка међународне комисије за утврђивање границе, која је на лицу места могла да се увери о народном расположењу Трнчана и Брезничана, који су одлучно, али безуспешно тражили од комисије да помери границе према истоку и територију припоји Србији и суспендовања српске управе, коју су Руси заменили бугарском администрацијом, напустио је своје велико породично имање, и са породицом, бројним сродницима и сарадницима, још из времена турске владавине (а према неким казивањима и са још око 300 породица из Знепоља) емигрирао је у Србију. Преселио се у Пирот, где је радио као судија окружног суда.
У Србију је долазио још у време кнеза Михаила од кога је на поклон добио почасну сабљу.
Био је веома поштован у народу, такође је имао веома добре односе са ондашњим српским државницима, нарочито са Јованом Ристићем.  Био је и близак пријатељ Ђуре Хорватовића и команданта пиротског гарнизона мајора Паје Путника, а краљ Милан Обреновић га је посебно ценио. Чест гост у његовој кући је био и Стеван Сремац, тада професор историје и српског језика у Пиротској гимназији. Био је изабран 1885. године у управу пиротског одбора Српског пољопривредног друштва. Аранђел је био и посланик Народне скупштине Кнежевине Србије.
Успео је да избегне атентат, који је организован по наредби Драгана Цанкова, у близини његовог имања у Пироту.
Због изненадне болести 25. новембра 1886. године, у 56. години, умро је у кругу своје породице.